# Хопфгартен-им-Бриксенталь
Хопфгартен-им-Бриксенталь (нем. Hopfgarten im Brixental) — ярмарочная коммуна (нем. Marktgemeinde) в Австрии, в федеральной земле Тироль.
Входит в состав округа Кицбюэль. Площадь коммуны составляет 166,54 км², население — 5650 человек (1 января 2021), плотность населения — 34 чел./км². Официальный код — 70406.

## Население
| Год  | Численность |
| ---- | ----------- |
| 1869 | 2757        |
| 1889 | 2769        |
| 1890 | 2790        |
| 1900 | 2844        |
| 1910 | 3197        |
| 1923 | 3062        |
| 1934 | 3339        |
| 1939 | 3247        |
| 1951 | 3909        |
| 1961 | 4163        |
| 1971 | 4799        |
| 1981 | 4952        |
| 1991 | 5196        |
| 2001 | 5266        |
| 2011 | 5550        |
| 2021 | 5650        |

## Политическая ситуация
Бургомистр коммуны — Пауль Зиберер (АНП) по результатам выборов 2004 года.
Совет представителей коммуны (нем. Gemeinderat) состоит из 15 мест.
- АНП занимает 11 мест.
- СДПА занимает 2 места.
- АПС занимает 1 место.
- 1 место у независимого депутата.

## Культура
С 1994 года в городе проходит Фестиваль камерной музыки под руководством виолончелиста Рамона Яффе.